# Carl Wendemuth
Carl Wendemuth (* 27. März 1885 in Erfurt; † 26. Februar 1964 in Ost-Berlin) war ein deutscher Handwerker, Journalist und Politiker (SPD).

## Leben
Wendemuth wurde als Sohn eines Fabrikarbeiters geboren. Er besuchte die Seminarschule in Erfurt. Anschließend wurde er in der Metallindustrie zum Schlossergesellen ausgebildet. Um das Jahr 1905 trat er in die Sozialdemokratische Partei Deutschlands (SPD) ein. Im Jahr 1906 besuchte er die Parteischule der SPD in Berlin. In den folgenden Jahren war er als Redakteur und Journalist für die sozialdemokratische Presse in den folgenden Orten tätig: Erfurt, Sonneberg in Thüringen, Cottbus, Solingen, Düsseldorf, Chemnitz, Halle und Cottbus. Daneben betätigte er sich im Arbeiterbildungswesen und für verschiedene Volkshochschulen und gab Broschüren über die dort gehaltenen Vortragskurse heraus. 
Ab Februar 1915 nahm Wendemuth am Ersten Weltkrieg teil. Im Jahr 1919 heiratete er. Von 1919 an war Wendemuth Stadtverordneter und Vorsteherstellvertreter in Cottbus. 1920 wurde er Mitglied des Provinziallandtages von Breslau, in dem er bis 1924 saß. Seinen Lebensunterhalt verdiente Wendemuth allerdings als leitender Redakteur der Schlesischen Bergewacht in Waldenburg.
Bei der Reichstagswahl vom Mai 1924 wurde Wendemuth als Kandidat seiner Partei für den Wahlkreis 7 (Breslau) in den Reichstag gewählt, dem er in der Folge bis zum Juni 1933 angehörte. Als Parlamentarier ist Wendemuth vor allem als einer von vierundneunzig Abgeordneten in Erinnerung geblieben, die im März 1933 gegen die Verabschiedung des Ermächtigungsgesetzes stimmten, das zusammen mit der Reichstagsbrandverordnung vom Februar 1933 die Grundlage für die Errichtung der nationalsozialistischen Diktatur bildeten.

## Schriften
- Die Orgesch in der Falle, 1921.